# Pholcus fuerteventurensis
Pholcus fuerteventurensis là một loài nhện trong họ Pholcidae. Loài này có ở quần đảo Canaria.